# National League South
La National League South (fino al 2015 conosciuta come Conference South) è, con la National League North, uno dei due campionati di seconda serie del sistema della National League e rappresenta il sesto livello del calcio inglese.
Il campionato è stato istituito nel 2004, dopo la suddivisione della Football Conference in due serie, di cui appunto la seconda è formata da due gironi, raggruppa 24 squadre della zona sud dell'Inghilterra.
La promozione nella categoria superiore è diretta per la prima classificata, mentre un secondo posto è assegnato alla vincitrice dei playoff, fra la seconda e la settima classificata. Le retrocessioni nelle leghe inferiori sono invece quattro. 

## Albo d'oro
| Stagione  | Vincitore              | Vincitore play-off     |
| --------- | ---------------------- | ---------------------- |
| 2004-2005 | Grays Athletic         | Eastbourne Borough     |
| 2005-2006 | Weymouth               | Saint Albans City      |
| 2006-2007 | Histon                 | Salisbury City         |
| 2007-2008 | Lewes                  | Eastbourne Borough     |
| 2008-2009 | AFC Wimbledon          | Hayes & Yeading United |
| 2009-2010 | Newport County         | Bath City              |
| 2010-2011 | Braintree Town         | Ebbsfleet United       |
| 2011-2012 | Woking                 | Dartford               |
| 2012-2013 | Welling United         | Salisbury City         |
| 2013-2014 | Eastleigh              | Dover Athletic         |
| 2014-2015 | Bromley                | Boreham Wood           |
| 2015-2016 | Sutton United          | Maidstone Utd          |
| 2016-2017 | Maidenhead United      | Ebbsfleet United       |
| 2017-2018 | Havant & Waterlooville | Braintree Town         |
| 2018-2019 | Torquay United         | Woking                 |
| 2019-2020 | Wealdstone             | Weymouth               |
| 2020-2021 | Annullato per Covid-19 | Annullato per Covid-19 |
| 2021-2022 | Maidstone Utd          | Dorking Wanderers      |
| 2022-2023 | Ebbsfleet United       | Oxford City            |
| 2023-2024 | Yeovil Town            | Braintree Town         |
| 2024-2025 | Truro City             | Boreham Wood           |

## Organico stagione 2024-2025
| Squadra                    | Città                         | Stadio                       | Capacità |
| -------------------------- | ----------------------------- | ---------------------------- | -------- |
| Aveley                     | Aveley                        | Parkside                     | 3,500    |
| Bath City                  | Bath                          | Twerton Park                 | 8,840    |
| Boreham Wood               | Borehamwood                   | Meadow Park                  | 4,500    |
| Chelmsford City            | Chelmsford                    | Melbourne Stadium            | 3,019    |
| Chesham United             | Chesham                       | The Meadow                   | 5,000    |
| Chippenham Town            | Chippenham                    | Hardenhuish Park             | 3,000    |
| Dorking Wanderers          | Dorking                       | Meadowbank                   | 3,000    |
| Eastbourne Borough         | Eastbourne                    | Priory Lane                  | 4,151    |
| Enfield Town               | Enfield                       | Queen Elizabeth II Stadium   | 2,500    |
| Farnborough                | Farnborough                   | Cherrywood Road              | 7,000    |
| Hampton & Richmond Borough | Londra (Richmond upon Thames) | Beveree Stadium              | 3,500    |
| Hemel Hempstead Town       | Hemel Hempstead               | Vauxhall Road                | 3,152    |
| Hornchurch                 | Upminster                     | Hornchurch Stadium           | 3,500    |
| Maidstone United           | Maidstone                     | Gallagher Stadium            | 4,200    |
| Salisbury                  | Salisbury                     | The Raymond McEnhill Stadium | 5,000    |
| Slough Town                | Slough                        | Arbour Park                  | 2,000    |
| St Albans City             | St Albans                     | Clarence Park                | 4,500    |
| Tonbridge Angels           | Tonbridge                     | Longmead Stadium             | 3,000    |
| Torquay United             | Torquay                       | Plainmoor                    | 6,500    |
| Truro City                 | Truro                         | Bolitho Park                 | 3,500    |
| Welling United             | Londra (Bexley)               | Park View Road               | 4,000    |
| Weston-super-Mare          | Weston-super-Mare             | Woodspring Stadium           | 3,500    |
| Weymouth                   | Weymouth                      | Bob Lucas Stadium            | 6,600    |
| Worthing                   | Worthing                      | Woodside Road                | 4,000    |

## Partecipazioni
Sono 146 le squadre che hanno preso parte ai 21 campionati di National League North/South disputati dal 2004/2005 al 2025/2026 (in grassetto le 48 squadre che prendono parte ai tornei 2025/2026):
- 18:  Eastbourne Borough,  Weston-super-Mare
- 17:  Alfreton Town,  Chelmsford City,  Welling Utd
- 16:  Bath City,  Havant & Waterlooville,  St Albans City
- 14:  Bishop's Stortford,  Boston Utd,  Gainsborough Trinity,  Gloucester City,  Hampton & Richmond,  Harrogate Town
- 13:  Maidenhead Utd,  Stalybridge Celtic,  Telford Utd,  Worcester City
- 12:  Basingstoke Town,  Blyth Spartans,  Brackley Town,  Oxford City
- 11:  Bradford PA,  Farnborough,  Hemel H. Town
- 10:  Braintree Town,  Chorley,  Curzon Ashton,  Dartford,  Dorchester Town,  Nuneaton Borough,  Southport,  Vauxhall Motors
- 9:  Concord Rangers,  Darlington,  Eastleigh,  Hinckley Utd,  Leamington,  Solihull Moors,  Sutton Utd,  Tonbridge Angels,  Workington
- 8:  Bromley,  Chester,  Chippenham Town,  Dover Athletic,  Droylsden,  Ebbsfleet Utd,  Guiseley,  Hyde,  Kidderminster,  Spennymoor Town,  Thurrock,  Truro City
- 7:  Altrincham,  Farsley Celtic,  Hereford,  Kettering Town,  Redditch Utd,  Slough Town,  Tamworth,  Weymouth
- 6:  Barrow,  Bognor Regis Town,  Boreham Wood,  Fylde,  Hayes & Yeading Utd,  Hungerford Town,  King's Lynn Town,  Lewes,  Newport County,  Staines Town,  Stockport County,  Wealdstone
- 5:  Corby Town,  Histon,  Hucknall Town,  Maidstone Utd,  Stafford Rangers,  Whitehawk
- 4:  Billericay Town,  Buxton,  Cambridge City,  Colwyn Bay,  Dorking Wanderers,  Dulwich Hamlet,  Gosport Borough,  Hednesford Town,  Hornchurch,  North Ferriby Utd,  Peterborough Sports,  Scarborough Athl.,  Torquay Utd,  Utd of Manchester,  Woking,  Worksop Town,  Worthing,  York City
- 3:  East Thurrock Utd,  Eastwood Town,  Fisher Athletic,  Gateshead,  Halifax Town,  Hayes,  Lancaster City,  Leigh,  Margate,  Moor Green,  Salisbury City,  South Shields
- 2:  Ashton Utd,  Aveley,  Banbury Utd,  Bedford Town,  Burscough,  Carshalton Athletic,  Chesham Utd,  Enfield Town,  Fleetwood Town,  Lowestoft Town,  Marine,  Northwich Victoria,  Poole Town,  Radcliffe FC,  Rushall Olympic,  Salford City,  Salisbury,  Scunthorpe Utd,  Taunton Town,  Warrington Town,  Yeading
- 1:  AFC Totton,  AFC Wimbledon,  Cheshunt,  Dag & Red,  Grays Athletic,  Horsham,  Ilkeston Town,  Macclesfield FC,  Merthyr Town,  Needham Market,  Redbridge,  Runcorn FC Halton,  Scarborough,  Team Bath,  Yeovil Town